# Rosário do Ivaí
Rosário do Ivaí è un comune del Brasile nello Stato del Paraná, parte della mesoregione del Norte Central Paranaense e della microregione di Ivaiporã.